# 4196 Шуя
4196 Шуя (4196 Shuya) — астероїд головного поясу, відкритий 16 вересня 1982 року.
Тіссеранів параметр щодо Юпітера — 3,063.